# ウェンブリー・セントラル駅
ウェンブリー・セントラル駅（ウェンブリー・セントラルえき、英語: Wembley Central station）は、ロンドンのブレント区にある、ウェスト・コースト本線とワットフォード直流線（地下鉄ベーカールー線）の駅である。ロンドン北西部ウェンブリーのハイ・ロード (High Road) に位置している。
ロンドン地下鉄ベイカールー線、ロンドン・オーバーグラウンド、ロンドン・ノースウェスタン・レールウェイ（ウェスト・ミッドランズ・トレインズ）、サザン（ゴヴィア・テムズリンク・レールウェイ）の列車が乗り入れている。西側の1・2番線がワットフォード直流線（ベーカールー線とロンドン・オーバーグラウンド）に、残りの3 - 6番線がウェスト・コースト本線（ロンドン・ノースウェスタン・レールウェイとサザン）に割り当てられているが、3・4番線は急行線ホームのため通常ほとんど使われない。近隣のウェンブリー・スタジアムで大規模なイベントが行われる際には、ロンドン・ノースウェスタン・レールウェイの列車のうち、通常当駅を通過する列車が臨時停車する。

## 歴史
- 1837年7月20日、ロンドン・アンド・バーミンガム鉄道（英語版）が開通。
- 1842年、サドベリー (Sudbury) 駅として開設。
- 1882年5月1日、サドベリー・アンド・ウェンブリー (Sudbury & Wembley) 駅と改称。
- 1910年11月1日、ロンドン・アンド・ノース・ウェスタン鉄道（英語版）新線（ワットフォード直流線の前身）の開業に合わせて、ウェンブリー・フォア・サドベリー (Wembley for Sudbury) 駅と改称。
- 1917年4月16日、ロンドン・アンド・ノース・ウェスタン鉄道新線を利用したベーカールー線の乗り入れ開始。
- 1936年、ショッピング・アーケードとともに地上の駅舎が改築が着手される。
- 1948年、オリンピック開催の準備としてウェンブリー・スタジアムの改修が進められる。
- 1948年7月5日、ウェンブリー・セントラル駅と改称。
- 1960年代、駅プラットフォームの上を塞いで駅前広場 (Station Square) が設けられ、ほぼ現在のレイアウトが形作られる。
- 1982年9月24日、ベーカールー線乗り入れ中止。
- 1984年6月4日、ベーカールー線乗り入れ再開。
- 2007年11月、駅の管理がシルバーリンクからロンドン地下鉄へ移管される。
- 2008年6月、再開発のため、1936年から1948年にかけて建設された駅舎の解体が着手される。
- 2009年2月、サザンが運行するイースト・クロイドン行きの列車の停車本数が増え、月曜日から土曜日の日中は毎時1本となった。

## 運行

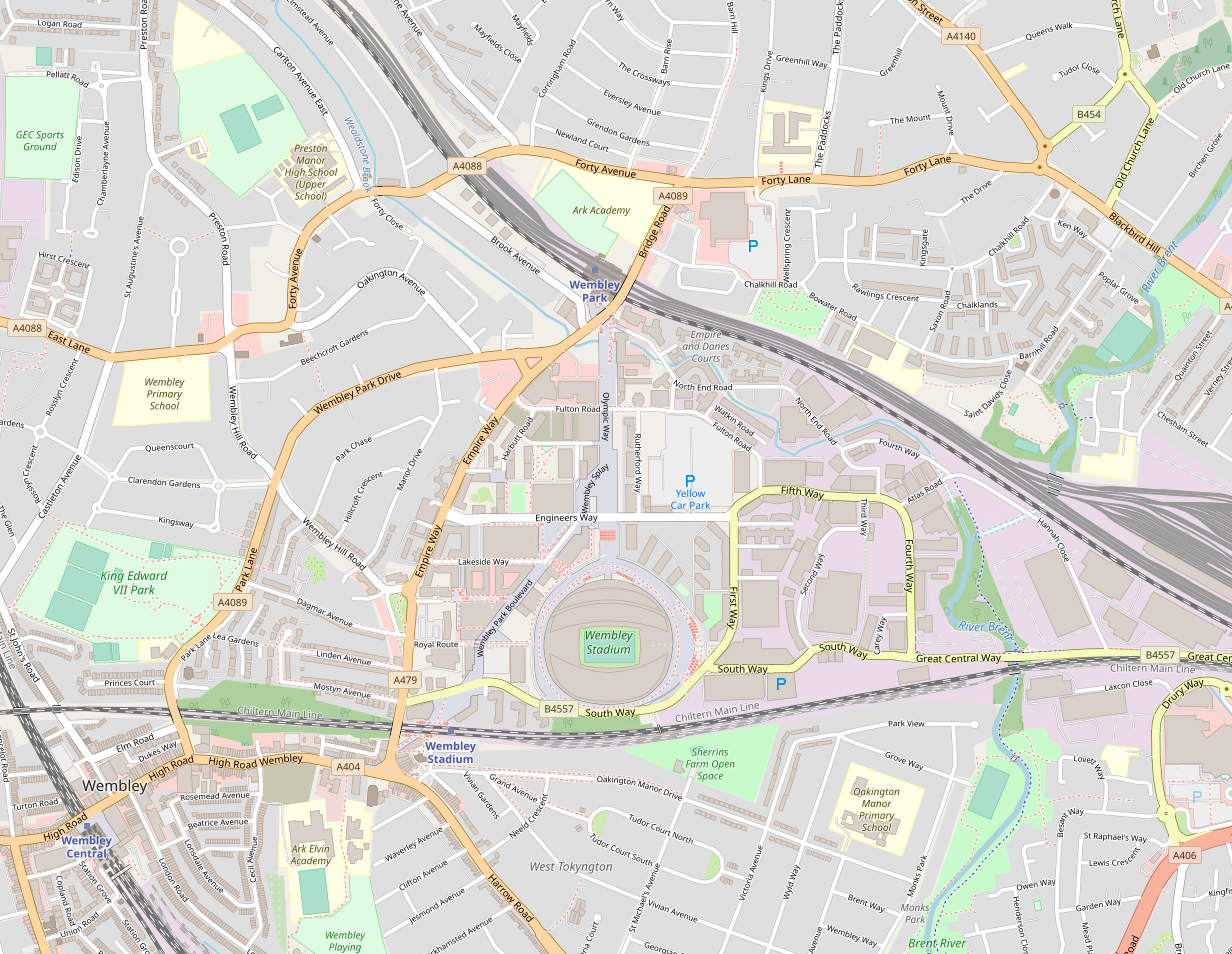
ウェンブリー・スタジアムとオリンピック・ウェイ、ウェンブリー・セントラル駅（図の左下）、ウェンブリー・パーク駅、ロンドン北部環状道路（A406 North Circular Road、図の右下）の位置関係を示す地図。

ウェンブリー・セントラル駅は、（近年まで1940年代のショッピング・アーケードを挟んで）駅舎前の道であるハイ・ロードが駅付近で高い位置に上がっているため、また、プラットフォームが駅前広場となっている人工地盤の下に塞がれているため、あたかも地下鉄駅であるように見えるが、実際には周辺の土地と同じかそれよりも高い位置にあり、1960年代におけるウェスト・コースト本線の電化の時期に現在の姿に改築されている。この区間はウェスト・コースト本線の急行線、緩行線とワットフォード直流線の三複線となっており、この駅はユーストン駅からみて最初の全ての線路にホームを持つ駅である。
ウェスト・コースト本線のプラットフォームである3番から6番線を列車が高速で通過すると風洞のような効果で、プラットフォーム上の乗客に危険な風が起こる。このため、これらのプラットフォームは停車する列車が接近したときにだけ開かれるようになっている。当駅で降車した乗客はいったんプラットフォームの端に誘導された後、スタッフの指示に従って駅から出ることになる。プラットフォームへの扉が開くのは、列車の到着予定時刻の5分前からである。
2006年には、安全に配慮した設備の近代化が行なわれた。
ウェンブリー・スタジアムで大きなスポーツ・イベントや政治集会、コンサートなどがある際には、通常は通過している列車がこの駅に臨時停車することがある。しかし、アヴァンティ・ウェスト・コーストの列車については駅のホーム長を超え、停車すると客の乗降に時間がかかってしまうため、同社の列車は当駅への臨時停車はせず、代わりにワットフォード・ジャンクション駅かミルトン・キーンズ・セントラル駅 に臨時停車してロンドン・ノースウェスタン・レールウェイの列車との乗り換えを可能にしている。なお、こういった日には鉄道警察の警察官が、この駅や、ワットフォード・ジャンクション駅とユーストン駅の間を運行する列車内に配置される。

## 改修工事
2006年には、駅のロンドン側の端（南端）に、C Spencer Ltd によって乗客用の跨線橋が設けられ、ウェンブリー・スタジアムでイベントがある日に臨時通路として使用されるようになった。通常のアクセスは駅の「カントリー」側の端（北端）にある。つまり、この跨線橋は通常は閉鎖されていて、スタジアムが使用される日にだけ使用されるものである。
また、最近1番線と2番線のプラットフォームの床が改修され、彫刻が施されたスチールのクラッディングパネルが設置された。駅職員が使用する施設も新しくなり、公衆トイレも設置された。
2011年から2012年にかけて、オリンピックに向けた準備として、駅舎の入口から1番線と2番線のプラットフォームまで、2基のエレベーターと1基の車いす用階段昇降機が新設され、初めて段差のない移動ルートが確保された。トイレもバリアフリーなものに改修された。また、プラットフォーム2本の8両編成対応への延長も行なわれた。改修計画には全体で250万ポンドが投じられた。

## 再開発
2008年6月、この駅周辺を管轄する地元自治体であるブレント・ロンドン特別区は、ウェンブリー・セントラル・スクエア計画の一環として、再開発のために駅舎を解体することを計画し、建設会社 St. Modwen によって、新たな集合住宅、商店、オープン・スペースが設けられることになった。

## バス
ロンドンバスの路線では、18、79、83、92、182、204、223、224、297、H17、深夜運行のN18が、駅前を通っている。

## ギャラリー

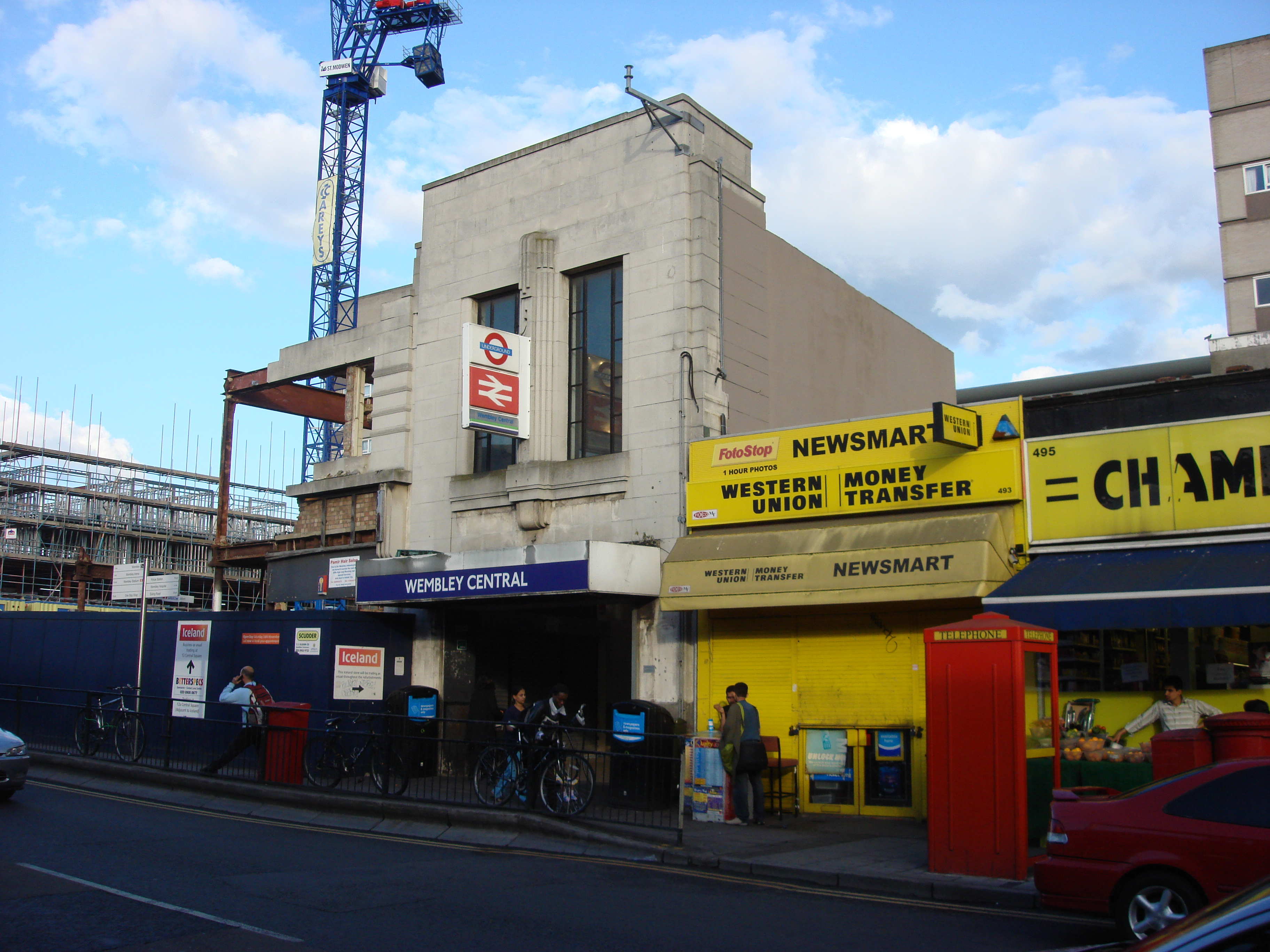
旧駅舎、2008年撮影。
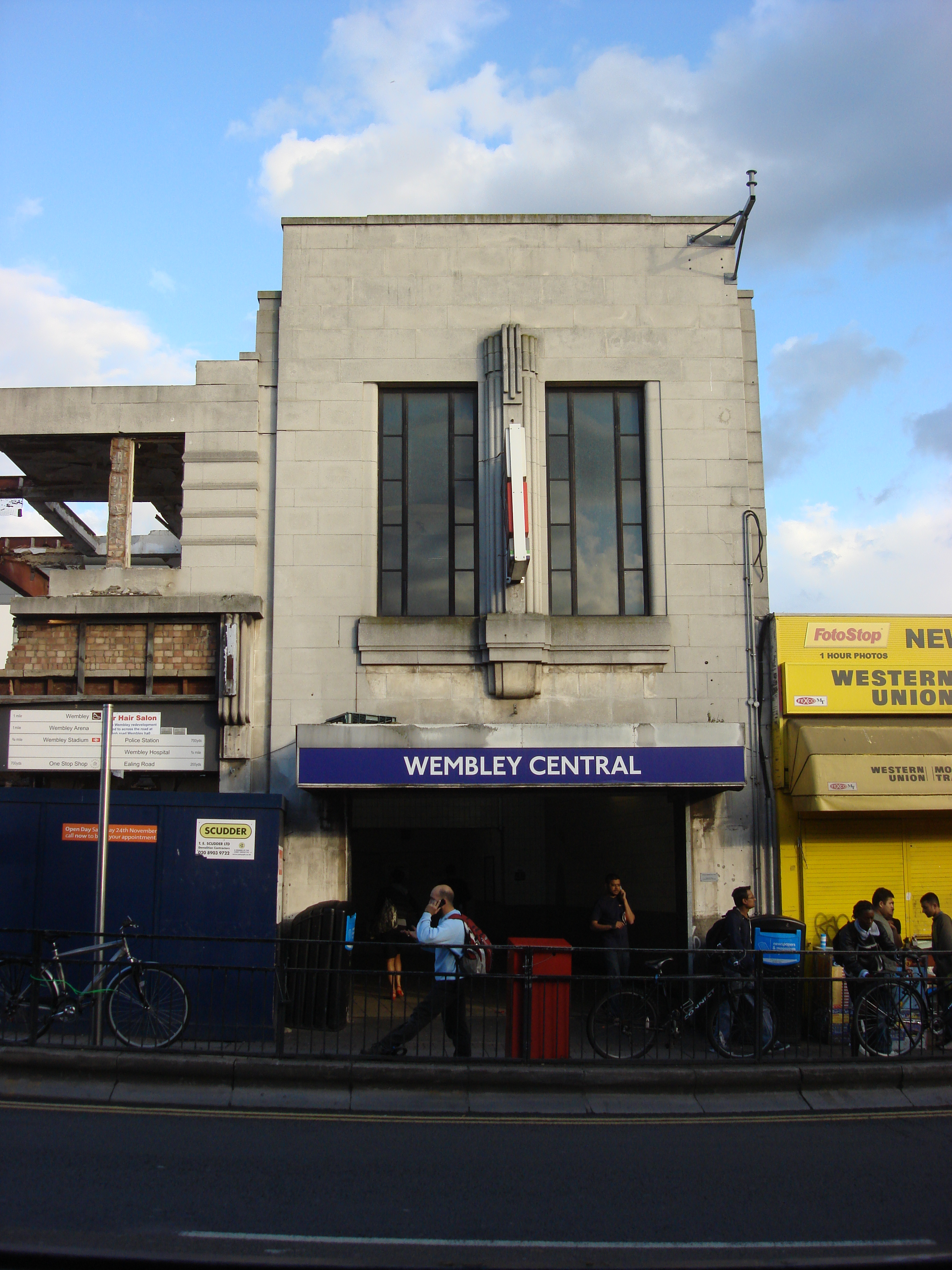
旧駅舎、2008年撮影。
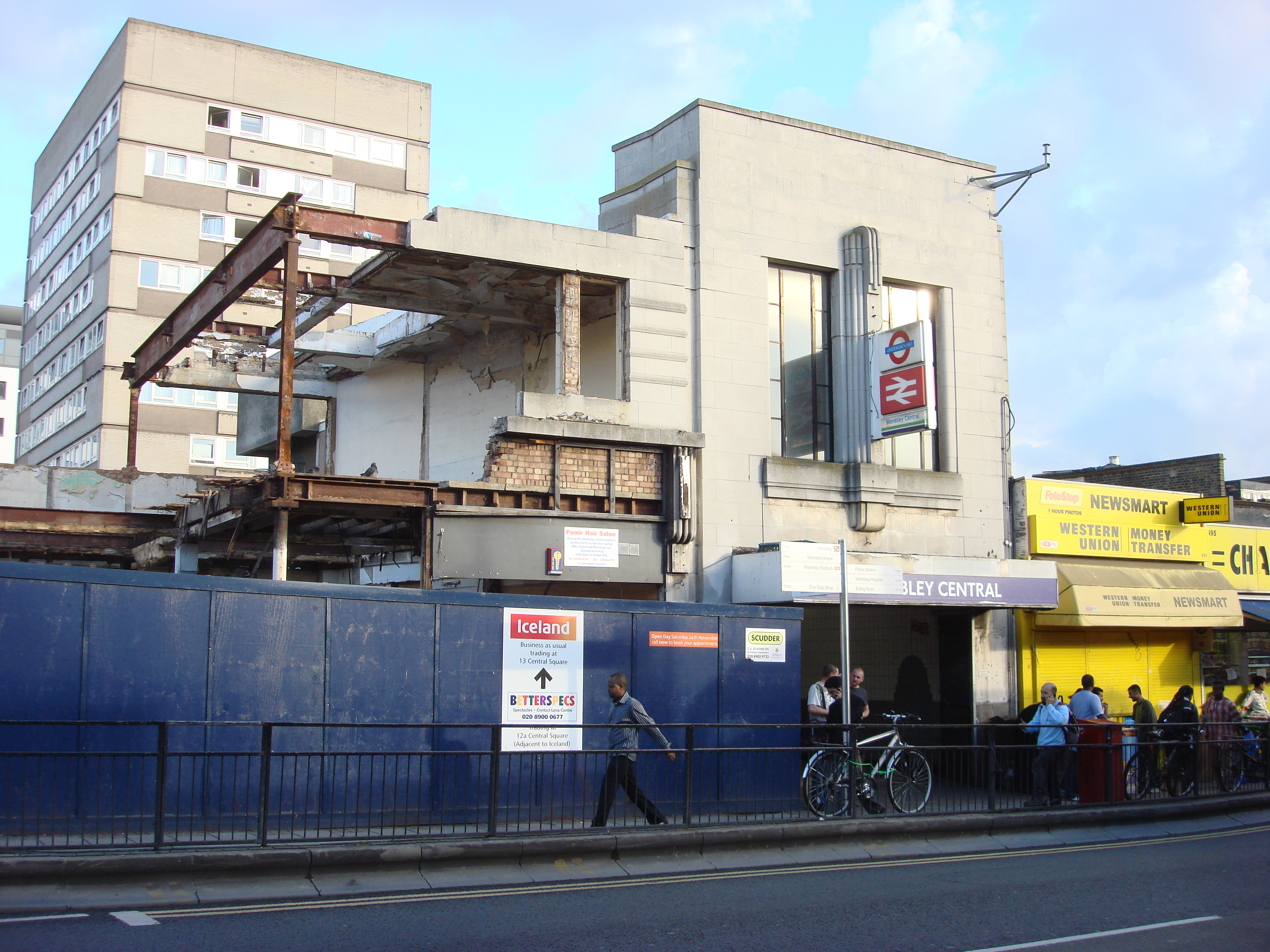
旧駅舎、2008年撮影。
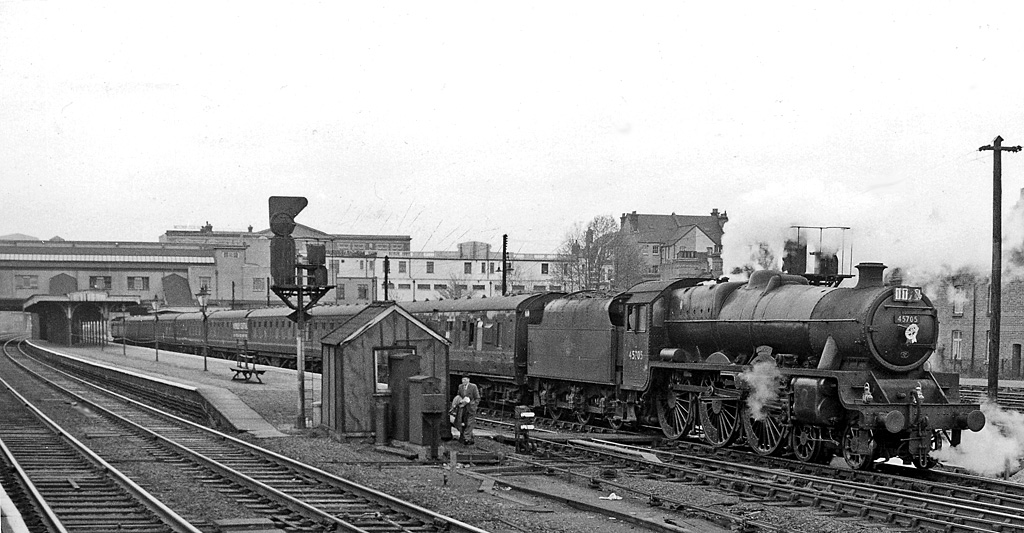
ダウン・ファストのプラットフォームから北向きに撮影されたウェンブリー・セントラル駅。列車は1962年のFAカップ決勝戦の臨時列車。
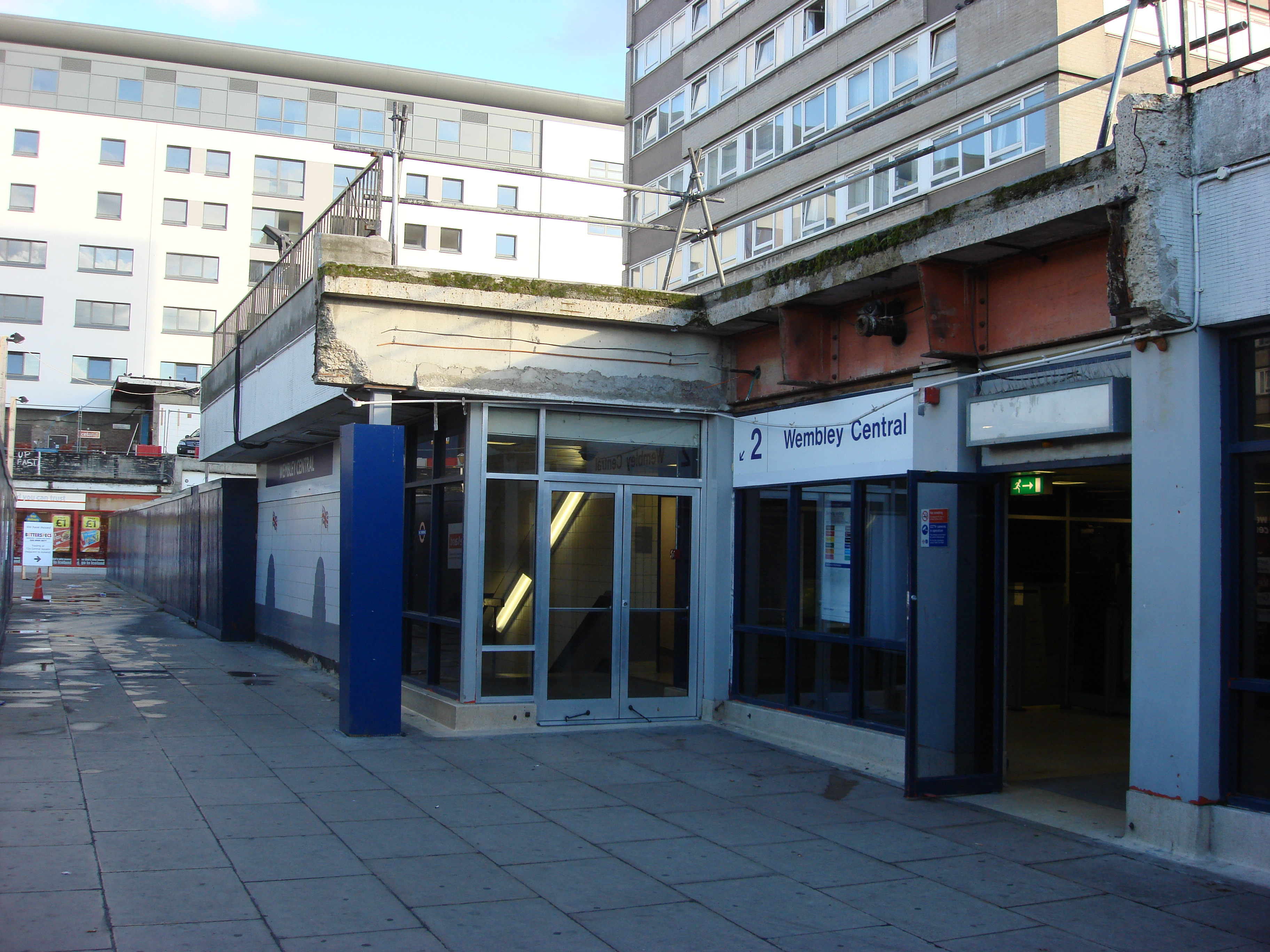
再開発中の駅舎
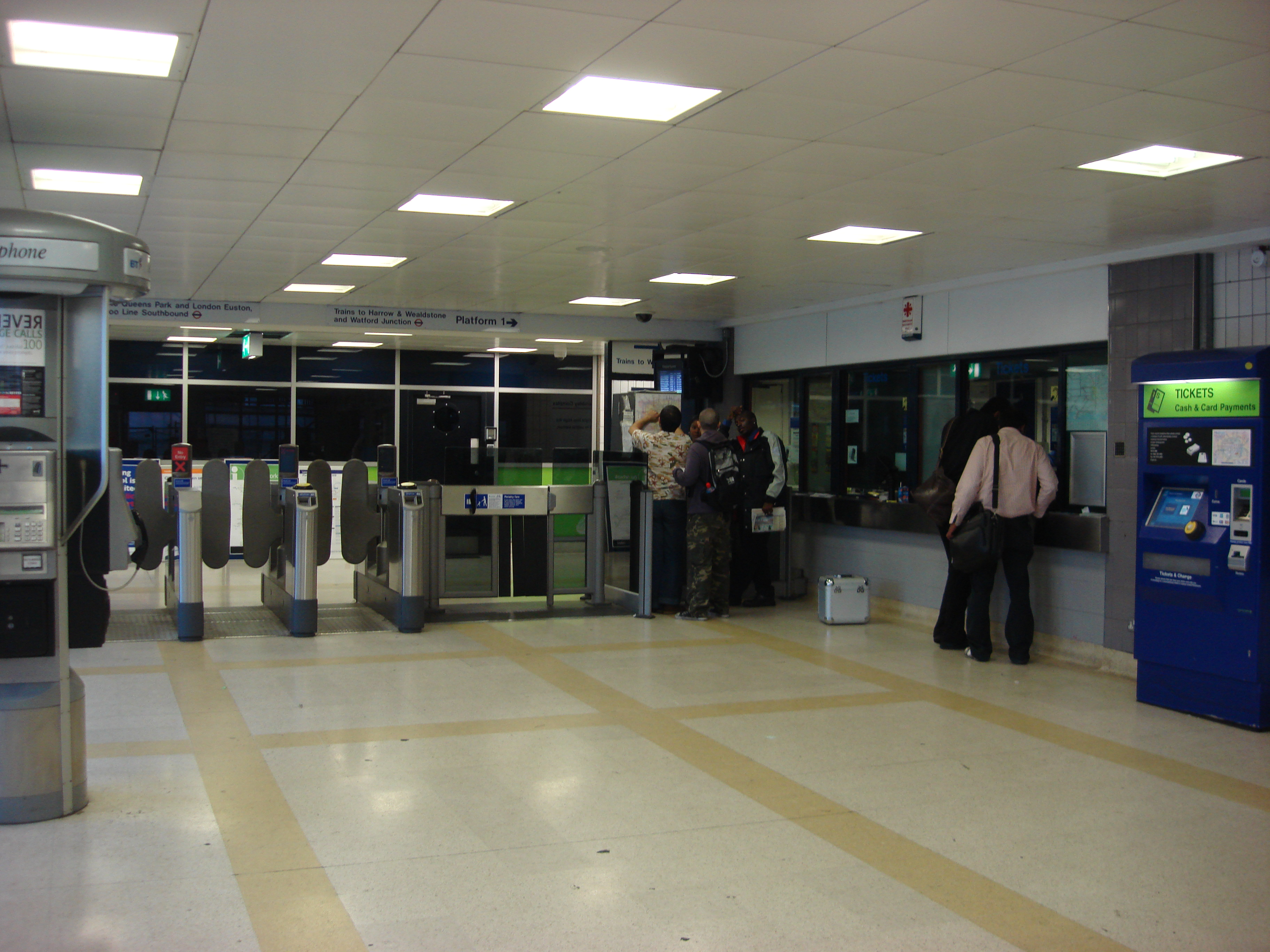
切符売り場
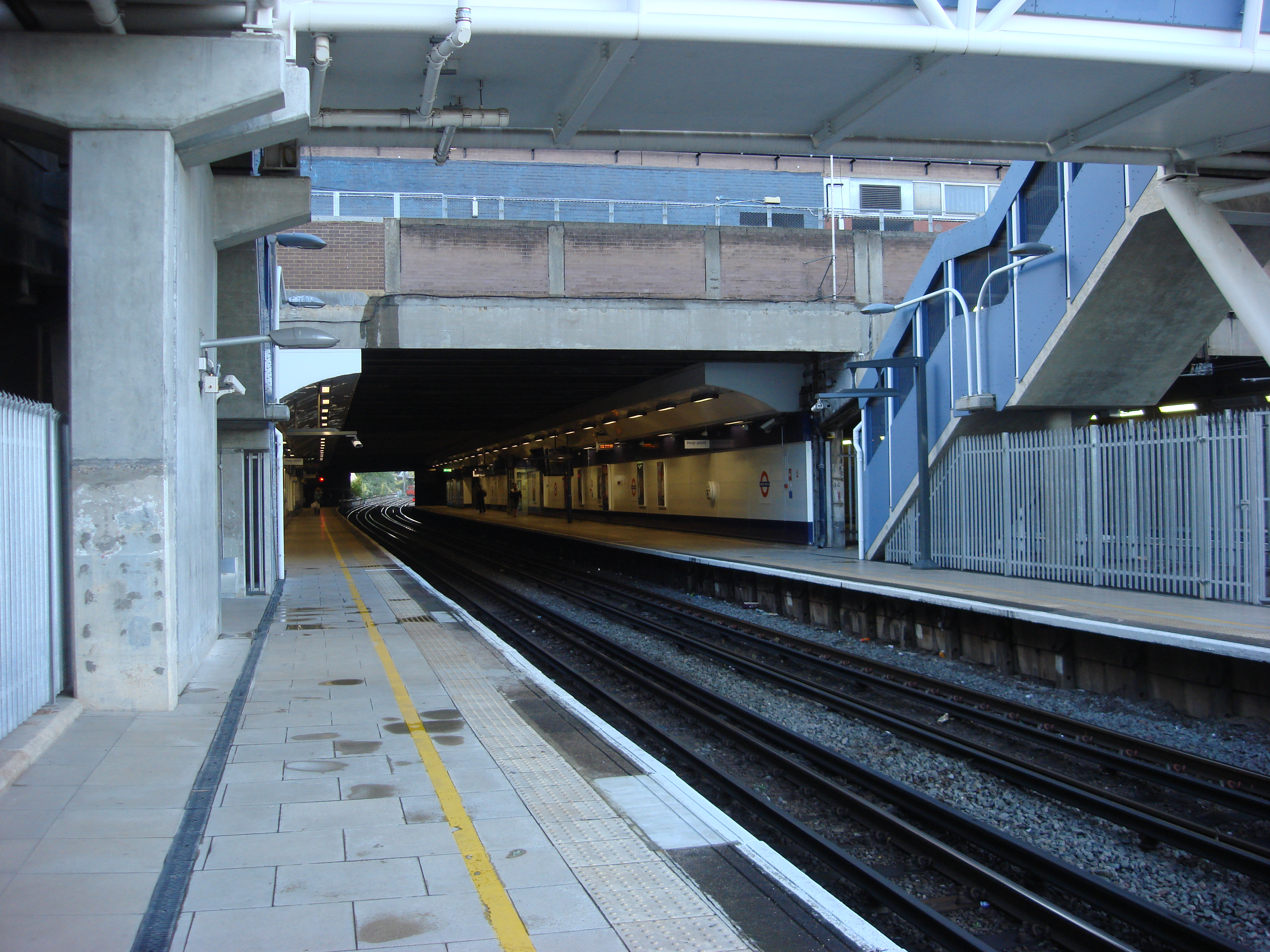
北行きプラットフォーム
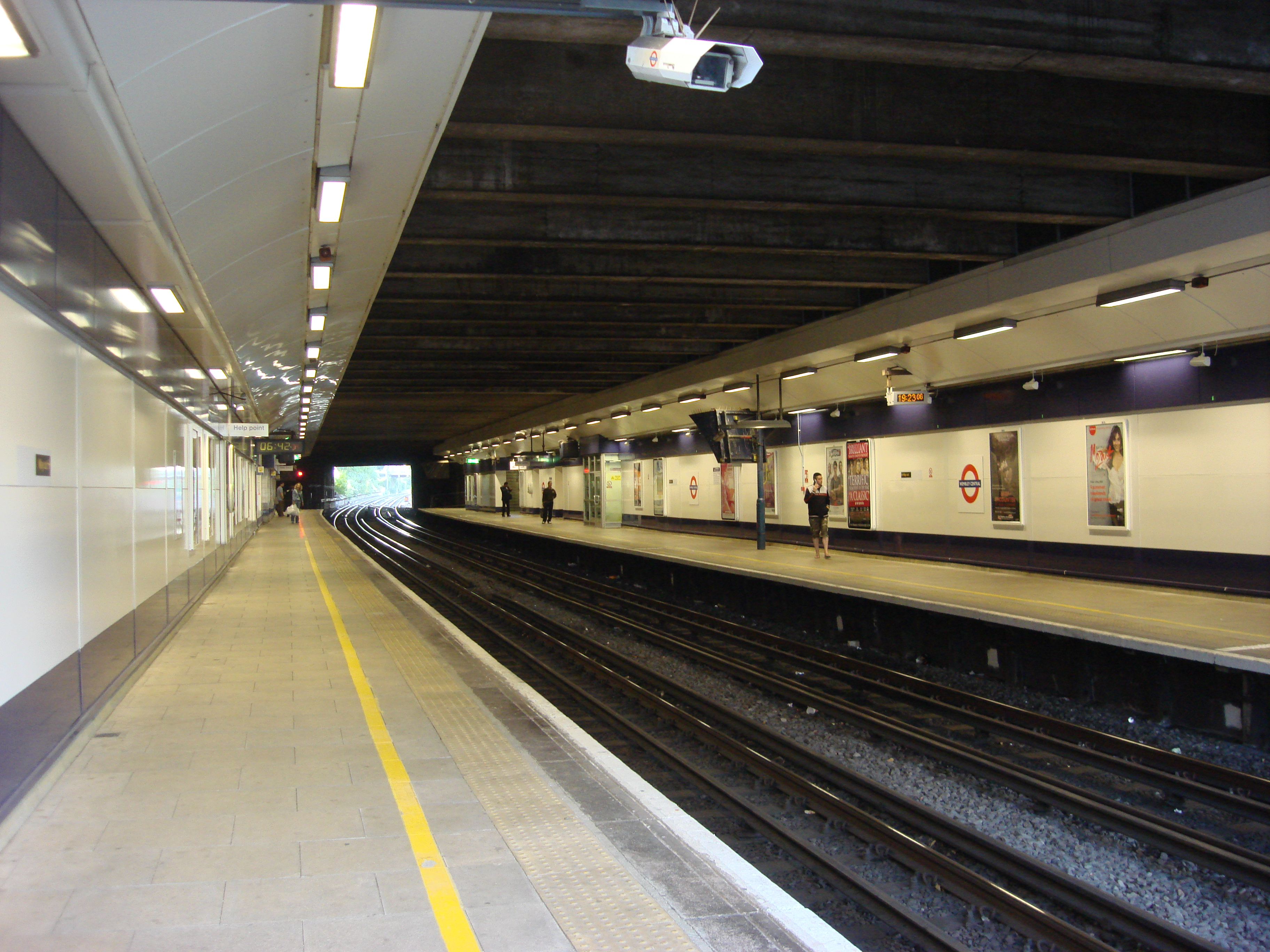
北行きプラットフォーム
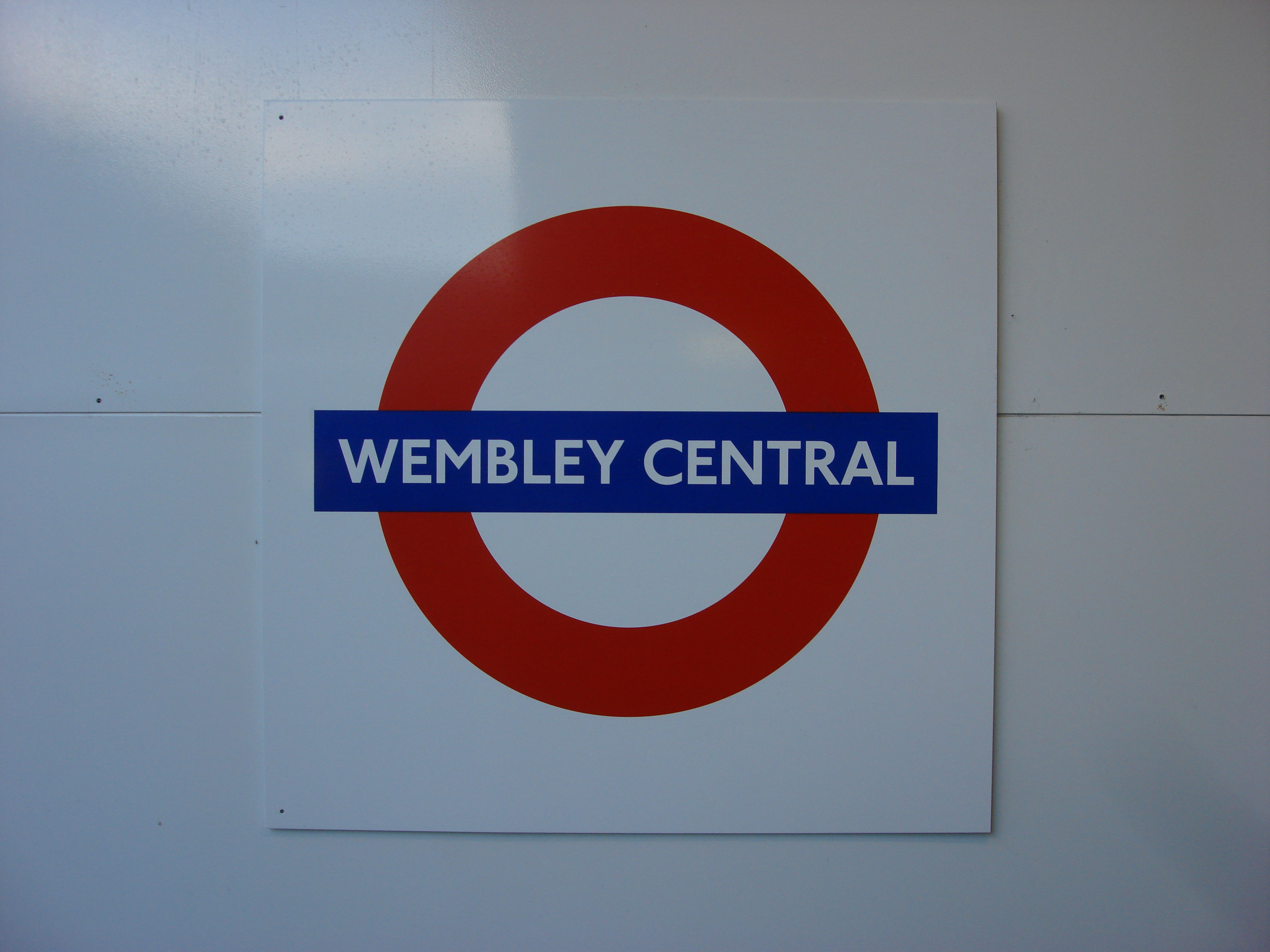
ロンドン地下鉄の駅名表示

## 隣の駅
ロンドン交通局
■ロンドン地下鉄ベーカールー線
ストーンブリッジ・パーク駅  - ウェンブリー・セントラル駅 - ノース・ウェンブリー駅
■ロンドン・オーバーグラウンドワットフォード直流線
ストーンブリッジ・パーク駅  - ウェンブリー・セントラル駅 - ノース・ウェンブリー駅
ナショナル・レール
■ロンドン・ノースウェスタン・レールウェイ（ウェスト・ミッドランズ・トレインズ）
ユーストン駅 - ウェンブリー・セントラル駅 - ハーロウ&ウィールドストーン駅
■サザン（ゴヴィア・テムズリンク・レールウェイ）
シェパーズ・ブッシュ駅 (ウェスト・ロンドン線) - ウェンブリー・セントラル駅 - ハーロウ&ウィールドストーン駅